# Idalia
Idalia – imię żeńskie wywodzące się z języka greckiego. Afrodytę, boginię miłości, nazywano przydomkiem „Idalia” od gór Idalion (Idalium) na Cyprze, gdzie znajdowała się jej świątynia.
W Polsce imię to pojawia się w XVIII wieku, i niedługo później staje się modne. Imieniny przypadają 15 listopada.

## Kultura
Imię Idalia nosi jedna z postaci Fantazego Juliusza Słowackiego, hrabina. Znana z tego imienia jest również baronowa Idalia Elzonowska z powieści Trędowata Heleny Mniszek. Imię Idalia nosi również bohaterka z serii powieści Magiczne Drzewo.

## Znane osoby noszące imię
- Idalia Kasprzyk
- Idalia Kurcz
- Idalia Żyłowska